# Runavík
Runavík – zurbanizowana wieś i jednocześnie port położone na wyspie Eysturoy, w archipelagu Wysp Owczych.

## Demografia
Zamieszkiwały ją 504 osoby, a w gminie, której zarządu jest siedzibą, żyło 3731 mieszkańców (dane na 1 stycznia 2014). Według danych Urzędu Statystycznego (I 2015 r.) jest 22. co do wielkości miejscowością Wysp Owczych.

## Opis miejscowości

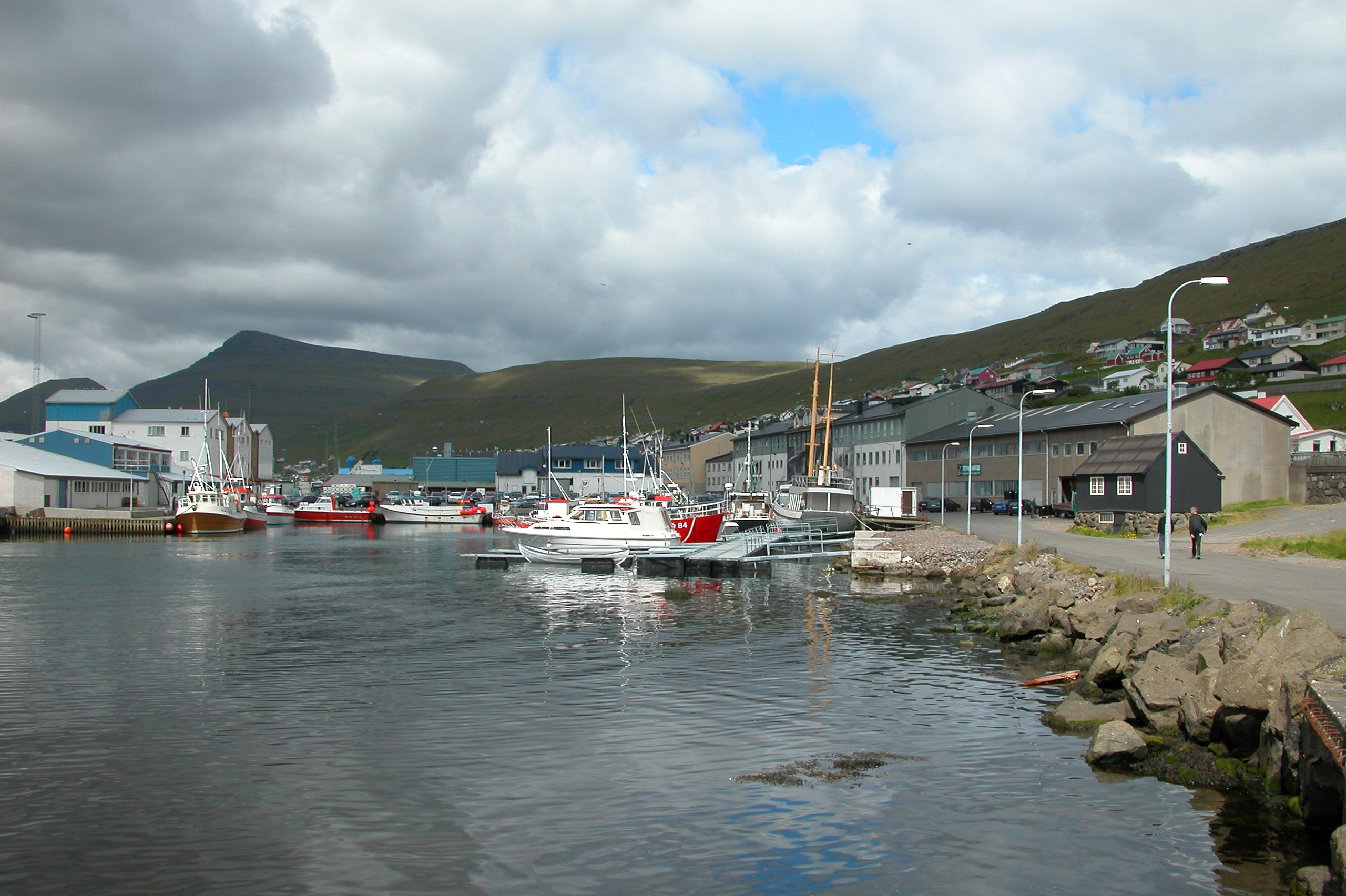
Port Runavík

Port założono w 1916 roku i od tamtej pory jest on bazą wypadową rybaków. Runavík leży nad Skálafjørður. We wsi ma swoją siedzibę piłkarski klub NSI Runavík. Gmina, którą obejmuje Runavík jest złożona z 15 osiedli, z których największymi były (I 2015 r.): Saltangará (977 mieszkańców), Skáli (672), Rituvík (525), Glyvrar (371) i Søldarfjørður (322). Turyści znajdą w mieście najwięcej atrakcji w okresie letnim, kiedy jest ciepło. Mniej więcej w połowie lipca odbywa się Festiwal Miejski, obfitujący w wydarzenia kulturowe i sportowe. W tym samym okresie odbywa się też Dzień Łososia i Handlu, natomiast w sierpniu – Międzynarodowy Turniej Wędkarstwa, na który najczęściej przybywają mieszkańcy każdego z krajów Skandynawskich, a także Wielkiej Brytanii, szczególnie z Szetlandów. Obowiązuje kilka kategorii: za najlepszy wynik oraz największa złowioną rybę, nagroda wynosi po 10 000 Euro, są też nagrody, dla najlepszej drużyny i kapitana, po 2000 Euro, a najlepsza kobieta i junior otrzymują po 1000 Euro. Na październik zaplanowany został Tydzień Kultury, z ogólnofarerską wystawą biznesu.